# Jacuí
Jacuí is een gemeente in de Braziliaanse deelstaat Minas Gerais. De gemeente telt 7.426 inwoners (schatting 2009).

## Aangrenzende gemeenten
De gemeente grenst aan Bom Jesus da Penha, Fortaleza de Minas, Guaranésia, Monte Santo de Minas, Passos, São Pedro da União en São Sebastião do Paraíso.

## Geboren
- Honório Hermeto Carneiro Leão (1801-1856), premier van Brazilië